# Production IMS
Production IMS Co., Ltd. (jap. 株式会社プロダクションアイムズ Kabushiki-gaisha Purodakushon Aimuzu) – nieistniejące już japońskie studio animacji z siedzibą w tokijskiej dzielnicy Nerima, założone 14 lutego 2013 roku przez byłych pracowników AIC Spirits.

## Problemy finansowe
20 grudnia 2017 roku animator Teru Miyazaki opublikował, a następnie usunął post na Twitterze, stwierdzając, że studio animacji, sugerowane jako Production IMS, nie płaciło swoim animatorom. 7 czerwca następnego roku firma zajmująca się analizami kredytowymi Tokyo Shoko Research ujawniła, że Production IMS przechodzi restrukturyzację, w tym redukcję. Poinformowano również, że firma zaczęła konsolidować swoje długi, a kierownictwo rozważało złożenie wniosku o upadłość.
21 września 2018 roku Production IMS zgłosiło wniosek o upadłość w Sądzie Rejonowym w Tokio, a 3 października uzyskało zgodę na otwarcie postępowania upadłościowego. Firma została ostatecznie zamknięta 11 października 2018 roku, z całkowitym długiem wynoszącym około 250 milionów jenów.

## Produkcje

### Seriale telewizyjne
- Inari, konkon, koi iroha (2014)[8]
- Date A Live II (2014)[9]
- Ore, Twintail ni narimasu (2014)[10]
- Shinmai maō no Testament (2015)[11]
- Jōkamachi no Dandelion (2015)[12]
- Shinmai maō no Testament Burst (2015)[13]
- Active Raid (2016; we współpracy z Orange)[14]
- Hundred (2016)[15]
- High School Fleet (2016)[16]
- Masō gakuen H × H (2016)[17]
- Takunomi. (2018)[18]

### OVA
- Inari, konkon, koi iroha. Inari, konkon, semishigure. (2014)
- Date A Live: Encore (2014)
- Shinmai maō no Testament (2015)
- Shinmai maō no Testament Burst (2016)
- High School Fleet (2017)
- Shinmai maō no Testament Departures (2018)

### Filmy
- Sora no otoshimono Final: Eternal My Master (2014)[19]
- Gekijōban Date a Live: Mayuri Judgement (2015)[20]